# Райса тема
Те́ма Райса — тема в шаховій композиції. Суть теми — в двох або більше фазах білі вступним ходом зв'язують різні свої фігури, які грають в тематичних варіантах після їх розв'язування чорними.

## Історія
Ідею запропонував в 1957 році англійський шаховий композитор Джон Райс (19.07.1937).
Білі в хибній спробі для створення загрози зв'язують свою фігуру, чорні захищаючись від загрози цю білу фігуру розв'язують і виникають тематичні варіанти — розв'язана біла фігура робить ходи або оголошує мат. В наступній фазі проходить те ж саме, але з іншою тематичною білою фігурою.
Ідея дістала назву — тема Райса.
|   | a | b | c | d | e | f | g | h |   |
| 8 | e8 чорна тура · c7 біла тура · d7 чорний кінь · e7 чорний кінь · h7 білий слон · b6 чорний пішак · c6 білий ферзь · e6 біла тура · f6 білий кінь · b5 білий король · d5 чорний пішак · f5 чорна тура · d4 чорний пішак · d3 чорний король · b2 чорний слон · f2 білий пішак · b1 чорний слон · e1 білий слон | e8 чорна тура · c7 біла тура · d7 чорний кінь · e7 чорний кінь · h7 білий слон · b6 чорний пішак · c6 білий ферзь · e6 біла тура · f6 білий кінь · b5 білий король · d5 чорний пішак · f5 чорна тура · d4 чорний пішак · d3 чорний король · b2 чорний слон · f2 білий пішак · b1 чорний слон · e1 білий слон | e8 чорна тура · c7 біла тура · d7 чорний кінь · e7 чорний кінь · h7 білий слон · b6 чорний пішак · c6 білий ферзь · e6 біла тура · f6 білий кінь · b5 білий король · d5 чорний пішак · f5 чорна тура · d4 чорний пішак · d3 чорний король · b2 чорний слон · f2 білий пішак · b1 чорний слон · e1 білий слон | e8 чорна тура · c7 біла тура · d7 чорний кінь · e7 чорний кінь · h7 білий слон · b6 чорний пішак · c6 білий ферзь · e6 біла тура · f6 білий кінь · b5 білий король · d5 чорний пішак · f5 чорна тура · d4 чорний пішак · d3 чорний король · b2 чорний слон · f2 білий пішак · b1 чорний слон · e1 білий слон | e8 чорна тура · c7 біла тура · d7 чорний кінь · e7 чорний кінь · h7 білий слон · b6 чорний пішак · c6 білий ферзь · e6 біла тура · f6 білий кінь · b5 білий король · d5 чорний пішак · f5 чорна тура · d4 чорний пішак · d3 чорний король · b2 чорний слон · f2 білий пішак · b1 чорний слон · e1 білий слон | e8 чорна тура · c7 біла тура · d7 чорний кінь · e7 чорний кінь · h7 білий слон · b6 чорний пішак · c6 білий ферзь · e6 біла тура · f6 білий кінь · b5 білий король · d5 чорний пішак · f5 чорна тура · d4 чорний пішак · d3 чорний король · b2 чорний слон · f2 білий пішак · b1 чорний слон · e1 білий слон | e8 чорна тура · c7 біла тура · d7 чорний кінь · e7 чорний кінь · h7 білий слон · b6 чорний пішак · c6 білий ферзь · e6 біла тура · f6 білий кінь · b5 білий король · d5 чорний пішак · f5 чорна тура · d4 чорний пішак · d3 чорний король · b2 чорний слон · f2 білий пішак · b1 чорний слон · e1 білий слон | e8 чорна тура · c7 біла тура · d7 чорний кінь · e7 чорний кінь · h7 білий слон · b6 чорний пішак · c6 білий ферзь · e6 біла тура · f6 білий кінь · b5 білий король · d5 чорний пішак · f5 чорна тура · d4 чорний пішак · d3 чорний король · b2 чорний слон · f2 білий пішак · b1 чорний слон · e1 білий слон | 8 |
| 7 | e8 чорна тура · c7 біла тура · d7 чорний кінь · e7 чорний кінь · h7 білий слон · b6 чорний пішак · c6 білий ферзь · e6 біла тура · f6 білий кінь · b5 білий король · d5 чорний пішак · f5 чорна тура · d4 чорний пішак · d3 чорний король · b2 чорний слон · f2 білий пішак · b1 чорний слон · e1 білий слон | e8 чорна тура · c7 біла тура · d7 чорний кінь · e7 чорний кінь · h7 білий слон · b6 чорний пішак · c6 білий ферзь · e6 біла тура · f6 білий кінь · b5 білий король · d5 чорний пішак · f5 чорна тура · d4 чорний пішак · d3 чорний король · b2 чорний слон · f2 білий пішак · b1 чорний слон · e1 білий слон | e8 чорна тура · c7 біла тура · d7 чорний кінь · e7 чорний кінь · h7 білий слон · b6 чорний пішак · c6 білий ферзь · e6 біла тура · f6 білий кінь · b5 білий король · d5 чорний пішак · f5 чорна тура · d4 чорний пішак · d3 чорний король · b2 чорний слон · f2 білий пішак · b1 чорний слон · e1 білий слон | e8 чорна тура · c7 біла тура · d7 чорний кінь · e7 чорний кінь · h7 білий слон · b6 чорний пішак · c6 білий ферзь · e6 біла тура · f6 білий кінь · b5 білий король · d5 чорний пішак · f5 чорна тура · d4 чорний пішак · d3 чорний король · b2 чорний слон · f2 білий пішак · b1 чорний слон · e1 білий слон | e8 чорна тура · c7 біла тура · d7 чорний кінь · e7 чорний кінь · h7 білий слон · b6 чорний пішак · c6 білий ферзь · e6 біла тура · f6 білий кінь · b5 білий король · d5 чорний пішак · f5 чорна тура · d4 чорний пішак · d3 чорний король · b2 чорний слон · f2 білий пішак · b1 чорний слон · e1 білий слон | e8 чорна тура · c7 біла тура · d7 чорний кінь · e7 чорний кінь · h7 білий слон · b6 чорний пішак · c6 білий ферзь · e6 біла тура · f6 білий кінь · b5 білий король · d5 чорний пішак · f5 чорна тура · d4 чорний пішак · d3 чорний король · b2 чорний слон · f2 білий пішак · b1 чорний слон · e1 білий слон | e8 чорна тура · c7 біла тура · d7 чорний кінь · e7 чорний кінь · h7 білий слон · b6 чорний пішак · c6 білий ферзь · e6 біла тура · f6 білий кінь · b5 білий король · d5 чорний пішак · f5 чорна тура · d4 чорний пішак · d3 чорний король · b2 чорний слон · f2 білий пішак · b1 чорний слон · e1 білий слон | e8 чорна тура · c7 біла тура · d7 чорний кінь · e7 чорний кінь · h7 білий слон · b6 чорний пішак · c6 білий ферзь · e6 біла тура · f6 білий кінь · b5 білий король · d5 чорний пішак · f5 чорна тура · d4 чорний пішак · d3 чорний король · b2 чорний слон · f2 білий пішак · b1 чорний слон · e1 білий слон | 7 |
| 6 | e8 чорна тура · c7 біла тура · d7 чорний кінь · e7 чорний кінь · h7 білий слон · b6 чорний пішак · c6 білий ферзь · e6 біла тура · f6 білий кінь · b5 білий король · d5 чорний пішак · f5 чорна тура · d4 чорний пішак · d3 чорний король · b2 чорний слон · f2 білий пішак · b1 чорний слон · e1 білий слон | e8 чорна тура · c7 біла тура · d7 чорний кінь · e7 чорний кінь · h7 білий слон · b6 чорний пішак · c6 білий ферзь · e6 біла тура · f6 білий кінь · b5 білий король · d5 чорний пішак · f5 чорна тура · d4 чорний пішак · d3 чорний король · b2 чорний слон · f2 білий пішак · b1 чорний слон · e1 білий слон | e8 чорна тура · c7 біла тура · d7 чорний кінь · e7 чорний кінь · h7 білий слон · b6 чорний пішак · c6 білий ферзь · e6 біла тура · f6 білий кінь · b5 білий король · d5 чорний пішак · f5 чорна тура · d4 чорний пішак · d3 чорний король · b2 чорний слон · f2 білий пішак · b1 чорний слон · e1 білий слон | e8 чорна тура · c7 біла тура · d7 чорний кінь · e7 чорний кінь · h7 білий слон · b6 чорний пішак · c6 білий ферзь · e6 біла тура · f6 білий кінь · b5 білий король · d5 чорний пішак · f5 чорна тура · d4 чорний пішак · d3 чорний король · b2 чорний слон · f2 білий пішак · b1 чорний слон · e1 білий слон | e8 чорна тура · c7 біла тура · d7 чорний кінь · e7 чорний кінь · h7 білий слон · b6 чорний пішак · c6 білий ферзь · e6 біла тура · f6 білий кінь · b5 білий король · d5 чорний пішак · f5 чорна тура · d4 чорний пішак · d3 чорний король · b2 чорний слон · f2 білий пішак · b1 чорний слон · e1 білий слон | e8 чорна тура · c7 біла тура · d7 чорний кінь · e7 чорний кінь · h7 білий слон · b6 чорний пішак · c6 білий ферзь · e6 біла тура · f6 білий кінь · b5 білий король · d5 чорний пішак · f5 чорна тура · d4 чорний пішак · d3 чорний король · b2 чорний слон · f2 білий пішак · b1 чорний слон · e1 білий слон | e8 чорна тура · c7 біла тура · d7 чорний кінь · e7 чорний кінь · h7 білий слон · b6 чорний пішак · c6 білий ферзь · e6 біла тура · f6 білий кінь · b5 білий король · d5 чорний пішак · f5 чорна тура · d4 чорний пішак · d3 чорний король · b2 чорний слон · f2 білий пішак · b1 чорний слон · e1 білий слон | e8 чорна тура · c7 біла тура · d7 чорний кінь · e7 чорний кінь · h7 білий слон · b6 чорний пішак · c6 білий ферзь · e6 біла тура · f6 білий кінь · b5 білий король · d5 чорний пішак · f5 чорна тура · d4 чорний пішак · d3 чорний король · b2 чорний слон · f2 білий пішак · b1 чорний слон · e1 білий слон | 6 |
| 5 | e8 чорна тура · c7 біла тура · d7 чорний кінь · e7 чорний кінь · h7 білий слон · b6 чорний пішак · c6 білий ферзь · e6 біла тура · f6 білий кінь · b5 білий король · d5 чорний пішак · f5 чорна тура · d4 чорний пішак · d3 чорний король · b2 чорний слон · f2 білий пішак · b1 чорний слон · e1 білий слон | e8 чорна тура · c7 біла тура · d7 чорний кінь · e7 чорний кінь · h7 білий слон · b6 чорний пішак · c6 білий ферзь · e6 біла тура · f6 білий кінь · b5 білий король · d5 чорний пішак · f5 чорна тура · d4 чорний пішак · d3 чорний король · b2 чорний слон · f2 білий пішак · b1 чорний слон · e1 білий слон | e8 чорна тура · c7 біла тура · d7 чорний кінь · e7 чорний кінь · h7 білий слон · b6 чорний пішак · c6 білий ферзь · e6 біла тура · f6 білий кінь · b5 білий король · d5 чорний пішак · f5 чорна тура · d4 чорний пішак · d3 чорний король · b2 чорний слон · f2 білий пішак · b1 чорний слон · e1 білий слон | e8 чорна тура · c7 біла тура · d7 чорний кінь · e7 чорний кінь · h7 білий слон · b6 чорний пішак · c6 білий ферзь · e6 біла тура · f6 білий кінь · b5 білий король · d5 чорний пішак · f5 чорна тура · d4 чорний пішак · d3 чорний король · b2 чорний слон · f2 білий пішак · b1 чорний слон · e1 білий слон | e8 чорна тура · c7 біла тура · d7 чорний кінь · e7 чорний кінь · h7 білий слон · b6 чорний пішак · c6 білий ферзь · e6 біла тура · f6 білий кінь · b5 білий король · d5 чорний пішак · f5 чорна тура · d4 чорний пішак · d3 чорний король · b2 чорний слон · f2 білий пішак · b1 чорний слон · e1 білий слон | e8 чорна тура · c7 біла тура · d7 чорний кінь · e7 чорний кінь · h7 білий слон · b6 чорний пішак · c6 білий ферзь · e6 біла тура · f6 білий кінь · b5 білий король · d5 чорний пішак · f5 чорна тура · d4 чорний пішак · d3 чорний король · b2 чорний слон · f2 білий пішак · b1 чорний слон · e1 білий слон | e8 чорна тура · c7 біла тура · d7 чорний кінь · e7 чорний кінь · h7 білий слон · b6 чорний пішак · c6 білий ферзь · e6 біла тура · f6 білий кінь · b5 білий король · d5 чорний пішак · f5 чорна тура · d4 чорний пішак · d3 чорний король · b2 чорний слон · f2 білий пішак · b1 чорний слон · e1 білий слон | e8 чорна тура · c7 біла тура · d7 чорний кінь · e7 чорний кінь · h7 білий слон · b6 чорний пішак · c6 білий ферзь · e6 біла тура · f6 білий кінь · b5 білий король · d5 чорний пішак · f5 чорна тура · d4 чорний пішак · d3 чорний король · b2 чорний слон · f2 білий пішак · b1 чорний слон · e1 білий слон | 5 |
| 4 | e8 чорна тура · c7 біла тура · d7 чорний кінь · e7 чорний кінь · h7 білий слон · b6 чорний пішак · c6 білий ферзь · e6 біла тура · f6 білий кінь · b5 білий король · d5 чорний пішак · f5 чорна тура · d4 чорний пішак · d3 чорний король · b2 чорний слон · f2 білий пішак · b1 чорний слон · e1 білий слон | e8 чорна тура · c7 біла тура · d7 чорний кінь · e7 чорний кінь · h7 білий слон · b6 чорний пішак · c6 білий ферзь · e6 біла тура · f6 білий кінь · b5 білий король · d5 чорний пішак · f5 чорна тура · d4 чорний пішак · d3 чорний король · b2 чорний слон · f2 білий пішак · b1 чорний слон · e1 білий слон | e8 чорна тура · c7 біла тура · d7 чорний кінь · e7 чорний кінь · h7 білий слон · b6 чорний пішак · c6 білий ферзь · e6 біла тура · f6 білий кінь · b5 білий король · d5 чорний пішак · f5 чорна тура · d4 чорний пішак · d3 чорний король · b2 чорний слон · f2 білий пішак · b1 чорний слон · e1 білий слон | e8 чорна тура · c7 біла тура · d7 чорний кінь · e7 чорний кінь · h7 білий слон · b6 чорний пішак · c6 білий ферзь · e6 біла тура · f6 білий кінь · b5 білий король · d5 чорний пішак · f5 чорна тура · d4 чорний пішак · d3 чорний король · b2 чорний слон · f2 білий пішак · b1 чорний слон · e1 білий слон | e8 чорна тура · c7 біла тура · d7 чорний кінь · e7 чорний кінь · h7 білий слон · b6 чорний пішак · c6 білий ферзь · e6 біла тура · f6 білий кінь · b5 білий король · d5 чорний пішак · f5 чорна тура · d4 чорний пішак · d3 чорний король · b2 чорний слон · f2 білий пішак · b1 чорний слон · e1 білий слон | e8 чорна тура · c7 біла тура · d7 чорний кінь · e7 чорний кінь · h7 білий слон · b6 чорний пішак · c6 білий ферзь · e6 біла тура · f6 білий кінь · b5 білий король · d5 чорний пішак · f5 чорна тура · d4 чорний пішак · d3 чорний король · b2 чорний слон · f2 білий пішак · b1 чорний слон · e1 білий слон | e8 чорна тура · c7 біла тура · d7 чорний кінь · e7 чорний кінь · h7 білий слон · b6 чорний пішак · c6 білий ферзь · e6 біла тура · f6 білий кінь · b5 білий король · d5 чорний пішак · f5 чорна тура · d4 чорний пішак · d3 чорний король · b2 чорний слон · f2 білий пішак · b1 чорний слон · e1 білий слон | e8 чорна тура · c7 біла тура · d7 чорний кінь · e7 чорний кінь · h7 білий слон · b6 чорний пішак · c6 білий ферзь · e6 біла тура · f6 білий кінь · b5 білий король · d5 чорний пішак · f5 чорна тура · d4 чорний пішак · d3 чорний король · b2 чорний слон · f2 білий пішак · b1 чорний слон · e1 білий слон | 4 |
| 3 | e8 чорна тура · c7 біла тура · d7 чорний кінь · e7 чорний кінь · h7 білий слон · b6 чорний пішак · c6 білий ферзь · e6 біла тура · f6 білий кінь · b5 білий король · d5 чорний пішак · f5 чорна тура · d4 чорний пішак · d3 чорний король · b2 чорний слон · f2 білий пішак · b1 чорний слон · e1 білий слон | e8 чорна тура · c7 біла тура · d7 чорний кінь · e7 чорний кінь · h7 білий слон · b6 чорний пішак · c6 білий ферзь · e6 біла тура · f6 білий кінь · b5 білий король · d5 чорний пішак · f5 чорна тура · d4 чорний пішак · d3 чорний король · b2 чорний слон · f2 білий пішак · b1 чорний слон · e1 білий слон | e8 чорна тура · c7 біла тура · d7 чорний кінь · e7 чорний кінь · h7 білий слон · b6 чорний пішак · c6 білий ферзь · e6 біла тура · f6 білий кінь · b5 білий король · d5 чорний пішак · f5 чорна тура · d4 чорний пішак · d3 чорний король · b2 чорний слон · f2 білий пішак · b1 чорний слон · e1 білий слон | e8 чорна тура · c7 біла тура · d7 чорний кінь · e7 чорний кінь · h7 білий слон · b6 чорний пішак · c6 білий ферзь · e6 біла тура · f6 білий кінь · b5 білий король · d5 чорний пішак · f5 чорна тура · d4 чорний пішак · d3 чорний король · b2 чорний слон · f2 білий пішак · b1 чорний слон · e1 білий слон | e8 чорна тура · c7 біла тура · d7 чорний кінь · e7 чорний кінь · h7 білий слон · b6 чорний пішак · c6 білий ферзь · e6 біла тура · f6 білий кінь · b5 білий король · d5 чорний пішак · f5 чорна тура · d4 чорний пішак · d3 чорний король · b2 чорний слон · f2 білий пішак · b1 чорний слон · e1 білий слон | e8 чорна тура · c7 біла тура · d7 чорний кінь · e7 чорний кінь · h7 білий слон · b6 чорний пішак · c6 білий ферзь · e6 біла тура · f6 білий кінь · b5 білий король · d5 чорний пішак · f5 чорна тура · d4 чорний пішак · d3 чорний король · b2 чорний слон · f2 білий пішак · b1 чорний слон · e1 білий слон | e8 чорна тура · c7 біла тура · d7 чорний кінь · e7 чорний кінь · h7 білий слон · b6 чорний пішак · c6 білий ферзь · e6 біла тура · f6 білий кінь · b5 білий король · d5 чорний пішак · f5 чорна тура · d4 чорний пішак · d3 чорний король · b2 чорний слон · f2 білий пішак · b1 чорний слон · e1 білий слон | e8 чорна тура · c7 біла тура · d7 чорний кінь · e7 чорний кінь · h7 білий слон · b6 чорний пішак · c6 білий ферзь · e6 біла тура · f6 білий кінь · b5 білий король · d5 чорний пішак · f5 чорна тура · d4 чорний пішак · d3 чорний король · b2 чорний слон · f2 білий пішак · b1 чорний слон · e1 білий слон | 3 |
| 2 | e8 чорна тура · c7 біла тура · d7 чорний кінь · e7 чорний кінь · h7 білий слон · b6 чорний пішак · c6 білий ферзь · e6 біла тура · f6 білий кінь · b5 білий король · d5 чорний пішак · f5 чорна тура · d4 чорний пішак · d3 чорний король · b2 чорний слон · f2 білий пішак · b1 чорний слон · e1 білий слон | e8 чорна тура · c7 біла тура · d7 чорний кінь · e7 чорний кінь · h7 білий слон · b6 чорний пішак · c6 білий ферзь · e6 біла тура · f6 білий кінь · b5 білий король · d5 чорний пішак · f5 чорна тура · d4 чорний пішак · d3 чорний король · b2 чорний слон · f2 білий пішак · b1 чорний слон · e1 білий слон | e8 чорна тура · c7 біла тура · d7 чорний кінь · e7 чорний кінь · h7 білий слон · b6 чорний пішак · c6 білий ферзь · e6 біла тура · f6 білий кінь · b5 білий король · d5 чорний пішак · f5 чорна тура · d4 чорний пішак · d3 чорний король · b2 чорний слон · f2 білий пішак · b1 чорний слон · e1 білий слон | e8 чорна тура · c7 біла тура · d7 чорний кінь · e7 чорний кінь · h7 білий слон · b6 чорний пішак · c6 білий ферзь · e6 біла тура · f6 білий кінь · b5 білий король · d5 чорний пішак · f5 чорна тура · d4 чорний пішак · d3 чорний король · b2 чорний слон · f2 білий пішак · b1 чорний слон · e1 білий слон | e8 чорна тура · c7 біла тура · d7 чорний кінь · e7 чорний кінь · h7 білий слон · b6 чорний пішак · c6 білий ферзь · e6 біла тура · f6 білий кінь · b5 білий король · d5 чорний пішак · f5 чорна тура · d4 чорний пішак · d3 чорний король · b2 чорний слон · f2 білий пішак · b1 чорний слон · e1 білий слон | e8 чорна тура · c7 біла тура · d7 чорний кінь · e7 чорний кінь · h7 білий слон · b6 чорний пішак · c6 білий ферзь · e6 біла тура · f6 білий кінь · b5 білий король · d5 чорний пішак · f5 чорна тура · d4 чорний пішак · d3 чорний король · b2 чорний слон · f2 білий пішак · b1 чорний слон · e1 білий слон | e8 чорна тура · c7 біла тура · d7 чорний кінь · e7 чорний кінь · h7 білий слон · b6 чорний пішак · c6 білий ферзь · e6 біла тура · f6 білий кінь · b5 білий король · d5 чорний пішак · f5 чорна тура · d4 чорний пішак · d3 чорний король · b2 чорний слон · f2 білий пішак · b1 чорний слон · e1 білий слон | e8 чорна тура · c7 біла тура · d7 чорний кінь · e7 чорний кінь · h7 білий слон · b6 чорний пішак · c6 білий ферзь · e6 біла тура · f6 білий кінь · b5 білий король · d5 чорний пішак · f5 чорна тура · d4 чорний пішак · d3 чорний король · b2 чорний слон · f2 білий пішак · b1 чорний слон · e1 білий слон | 2 |
| 1 | e8 чорна тура · c7 біла тура · d7 чорний кінь · e7 чорний кінь · h7 білий слон · b6 чорний пішак · c6 білий ферзь · e6 біла тура · f6 білий кінь · b5 білий король · d5 чорний пішак · f5 чорна тура · d4 чорний пішак · d3 чорний король · b2 чорний слон · f2 білий пішак · b1 чорний слон · e1 білий слон | e8 чорна тура · c7 біла тура · d7 чорний кінь · e7 чорний кінь · h7 білий слон · b6 чорний пішак · c6 білий ферзь · e6 біла тура · f6 білий кінь · b5 білий король · d5 чорний пішак · f5 чорна тура · d4 чорний пішак · d3 чорний король · b2 чорний слон · f2 білий пішак · b1 чорний слон · e1 білий слон | e8 чорна тура · c7 біла тура · d7 чорний кінь · e7 чорний кінь · h7 білий слон · b6 чорний пішак · c6 білий ферзь · e6 біла тура · f6 білий кінь · b5 білий король · d5 чорний пішак · f5 чорна тура · d4 чорний пішак · d3 чорний король · b2 чорний слон · f2 білий пішак · b1 чорний слон · e1 білий слон | e8 чорна тура · c7 біла тура · d7 чорний кінь · e7 чорний кінь · h7 білий слон · b6 чорний пішак · c6 білий ферзь · e6 біла тура · f6 білий кінь · b5 білий король · d5 чорний пішак · f5 чорна тура · d4 чорний пішак · d3 чорний король · b2 чорний слон · f2 білий пішак · b1 чорний слон · e1 білий слон | e8 чорна тура · c7 біла тура · d7 чорний кінь · e7 чорний кінь · h7 білий слон · b6 чорний пішак · c6 білий ферзь · e6 біла тура · f6 білий кінь · b5 білий король · d5 чорний пішак · f5 чорна тура · d4 чорний пішак · d3 чорний король · b2 чорний слон · f2 білий пішак · b1 чорний слон · e1 білий слон | e8 чорна тура · c7 біла тура · d7 чорний кінь · e7 чорний кінь · h7 білий слон · b6 чорний пішак · c6 білий ферзь · e6 біла тура · f6 білий кінь · b5 білий король · d5 чорний пішак · f5 чорна тура · d4 чорний пішак · d3 чорний король · b2 чорний слон · f2 білий пішак · b1 чорний слон · e1 білий слон | e8 чорна тура · c7 біла тура · d7 чорний кінь · e7 чорний кінь · h7 білий слон · b6 чорний пішак · c6 білий ферзь · e6 біла тура · f6 білий кінь · b5 білий король · d5 чорний пішак · f5 чорна тура · d4 чорний пішак · d3 чорний король · b2 чорний слон · f2 білий пішак · b1 чорний слон · e1 білий слон | e8 чорна тура · c7 біла тура · d7 чорний кінь · e7 чорний кінь · h7 білий слон · b6 чорний пішак · c6 білий ферзь · e6 біла тура · f6 білий кінь · b5 білий король · d5 чорний пішак · f5 чорна тура · d4 чорний пішак · d3 чорний король · b2 чорний слон · f2 білий пішак · b1 чорний слон · e1 білий слон | 1 |
|   | a | b | c | d | e | f | g | h |   |

1. S:d5? ~ 2. Dc4#
1. ... Sc5 2. Sb4#
1. ... Se5 2. Sf4#, 1. ... La2!
1. D:d5! ~ 2. Te3#
1. ... Sc5 2. Dc4#
1. ... Se5 2. De4#